# Atentado en el metro de Santo Domingo de 2014
El atentado en el metro de Santo Domingo fue una acción perpetrada el 27 de octubre de 2014 por un sujeto, identificado como Franck Kelin Holguín, quien intentó inmolarse dentro de uno de los vagones de la Línea 2 del metro de Santo Domingo. Si bien el hecho fue calificado inicialmente como un incendio provocado, las autoridades judiciales dominicanas reclasificaron el hecho dos días después como un acto terrorista.

## Historia
El acto se perpetró a las 8:30 de la mañana cerca a la estación Ramón Cáceres y la estación Mauricio Báez de la Línea 2 del metro ubicadas debajo de la Av. Expreso V Centenario. El perpetrador prendió fuego a su mochila, que contenía en su interior material inflamable, ocasionando quemaduras a siete personas, dos de ellas de gravedad y más de una decena de heridos indirectos por daños colaterales.
Nueve (9) personas fueron atendidos con quemaduras en su cuerpo siendo Francis González, Merilin de León, Carlos Paulino, Elidenny Gómez, Ana Lurden Vargas, los más afectados y otras 27 personas recibieron atención médica con distintas lesiones que iban desde fracturas hasta dificultades respiratorias por inhalación de monóxido de carbono. 
Durante las primeras horas del hecho se creyó sospechoso del acto a Francis Alberto González Gil, por ser el más afectado con quemaduras de 3er grado en más de un 50% de su cuerpo y a raíz de que las autoridades sospechaban que el autor del acto había intentado inmolarse, cuando en realidad Franck Kelin Holguin lanzó la mochila con inflamables hacia donde estaba Francis González,  pues él mismo alertó a los demás en el vagón que Franck Kelin había encendido una mecha en su mochila.
El 8 de marzo de 2016, Holguín es sentenciado a 35 años de prisión por violar la ley 267-08, convirtiéndose este en el primer dominicano en ser condenado por terrorismo. Además deberá indemnizar de un millón a 15 millones a 7 de las víctimas por los daños físicos que le provocó la explosión y a la OPRET por los daños al vagón del tren.
Holguín guarda prisión en el recinto penitenciario de San Pedro de Macorís.